# Martin Kellerman
Martin Kellerman, (født 24. december 1973 i Växjö, Sverige), er en svensk tegneserietegner. Kellerman flyttede til Stockholm som 13 årig og begyndte at tegne små serier, men det var først da han, i 1998, fik sin selvbiografiske tegneserie Rocky trykt i gratisavisen Metro, at han fik sit gennembrud.